# Puigdellívol
El Puigdellívol és una muntanya de 899 metres que es troba al municipi de Sant Mateu de Bages, a la comarca catalana del Bages.
Al cim podem trobar-hi un vèrtex geodèsic (referència 277106001).